# André Debrie
Pour les articles homonymes, voir Debrie.
André Victor Léon Clément Debrie, né le 28 janvier 1891 et mort le 28 mai 1967, est un entrepreneur français.
Il est le fondateur des Établissements André Debrie, qui, avec Pathé, fut le principal constructeur de matériel cinématographique professionnel français.

## Biographie

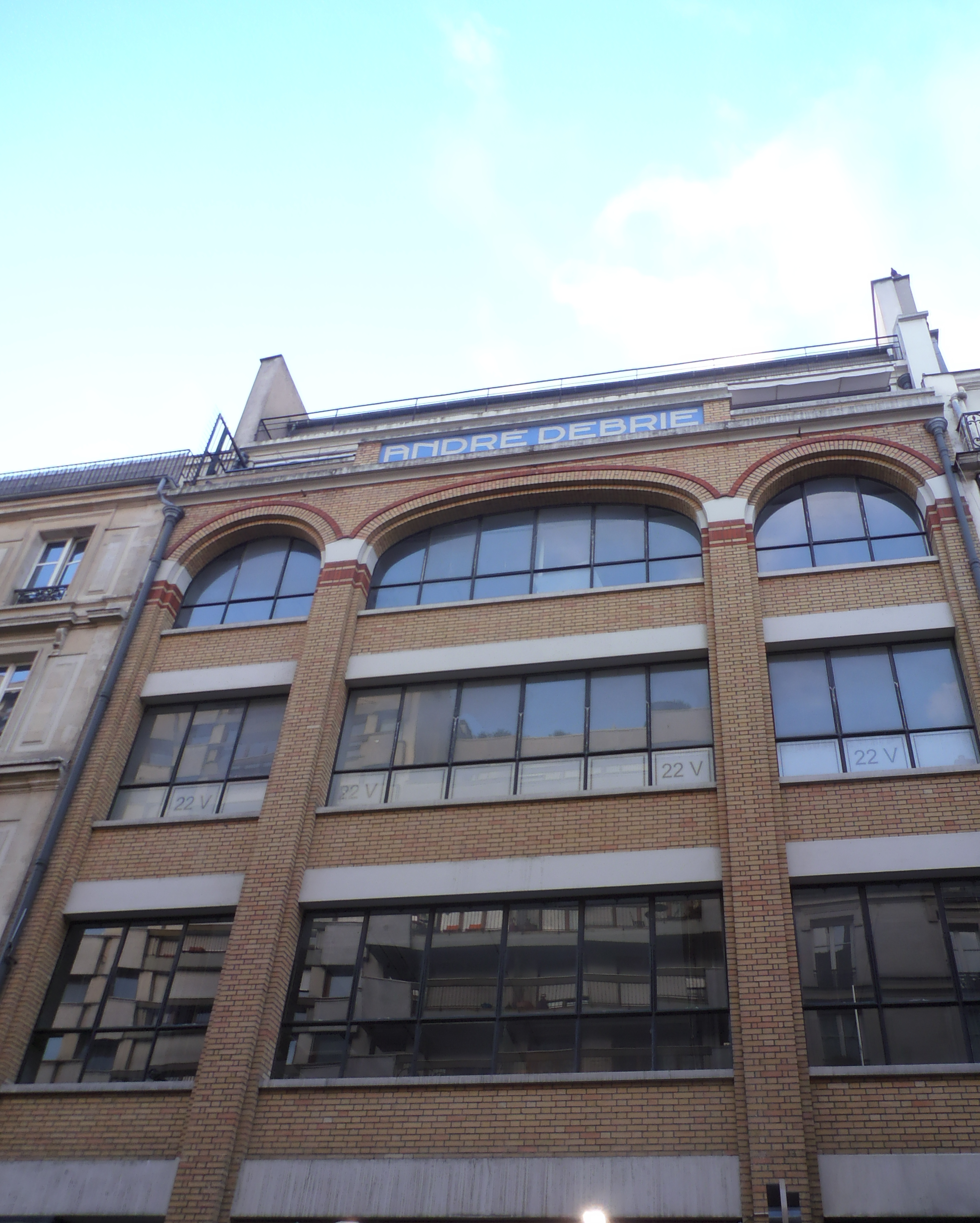
Les Établissements André Debrie au 111-113, rue Saint-Maur à Paris.

Son père Joseph Debrie (mort en 1919) créa un atelier de construction mécanique, les Établissements Debrie, en 1900.
André Debrie fut propriétaire unique de sa firme entre 1920 et 1963.
Ce constructeur proposa la perforeuse « Optima », la célèbre caméra Parvo, du matériel de laboratoire comme la Truca, puis des tireuses, notamment la « Matipo », et des projecteurs format 35 mm et format 16 mm dont le célèbre Debrie MB 15, format très utilisé pour les salles de campagne et dans les établissements scolaires de l’après Seconde Guerre mondiale, ainsi que le Debrie 16. Un de ses projecteurs 35 mm portable était nommé le « Jacky », nom qui découle de la jaquette réfractaire enveloppant le mécanisme.

### Le Parvo, succès mondial d’une caméra compacte
Son père lui demanda en 1906 de construire un appareil professionnel léger pour le caméraman anglais Charles Raleigh qui se préparait pour un safari en Afrique. André Debrie, habitué à étudier les manuels techniques, trouva l'inspiration dans la récente caméra professionnelle de Newman & Guardia (en).
Début 1907, Norman O. Dawn acheta un des tout premiers modèles et l’emmena en Californie. Après une demande de dépôt de brevet en 1908, Debrie put passer à la commercialisation de sa caméra Parvo. Jusqu’en 1932, plus de 5 000 exemplaires furent vendus. En 1921, d’importantes améliorations furent apportées au Parvo avec le modèle L : avant tout, les contre-griffes pour la stabilisation de l'image, et la mise au point sur verre dépoli pour un cadrage exact.
En partant des brevets de Georges-Émile Labrély, Debrie présenta au début des années 1920 une caméra à grande vitesse, le Debrie GV. Cet appareil, à entraînement manuel, permettait de filmer jusqu’à 240 images par seconde. Il possédait des contre-griffes des deux côtés de la fenêtre d’impression.

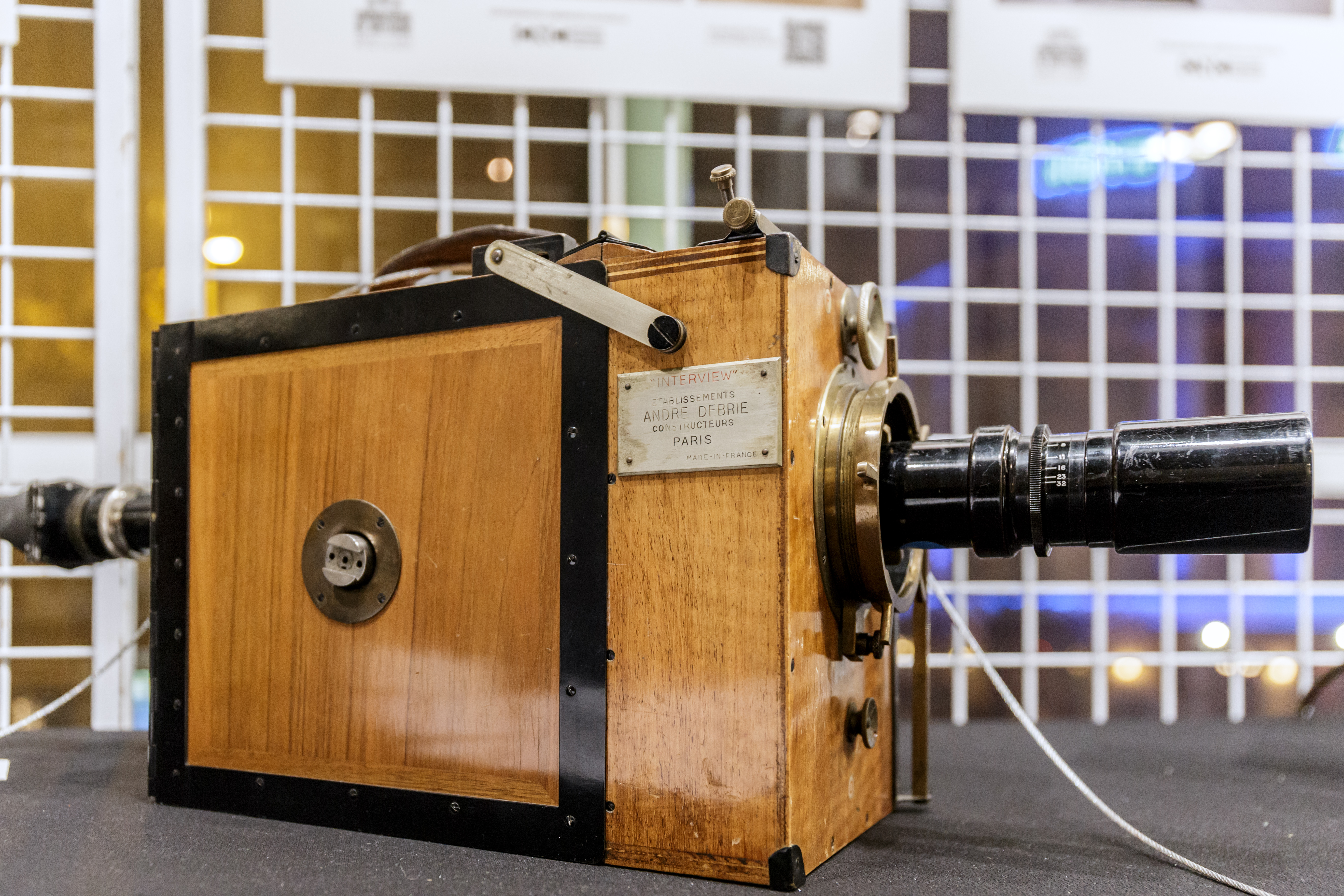
Caméra Debrie Parvo Interview (1922), Brest, cinémathèque de Bretagne[4].
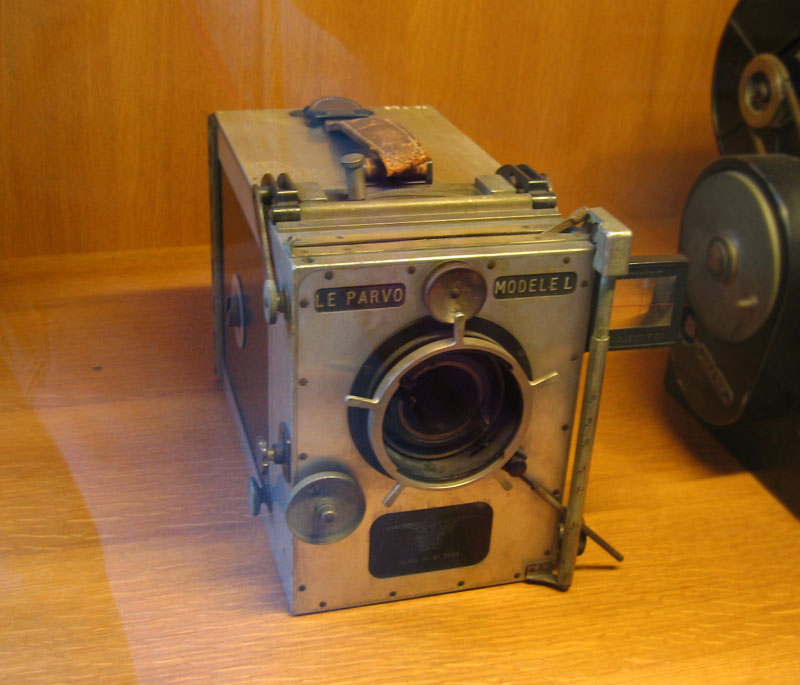
Caméra Debrie Parvo modèle L (1928), Paris, musée des arts et métiers.
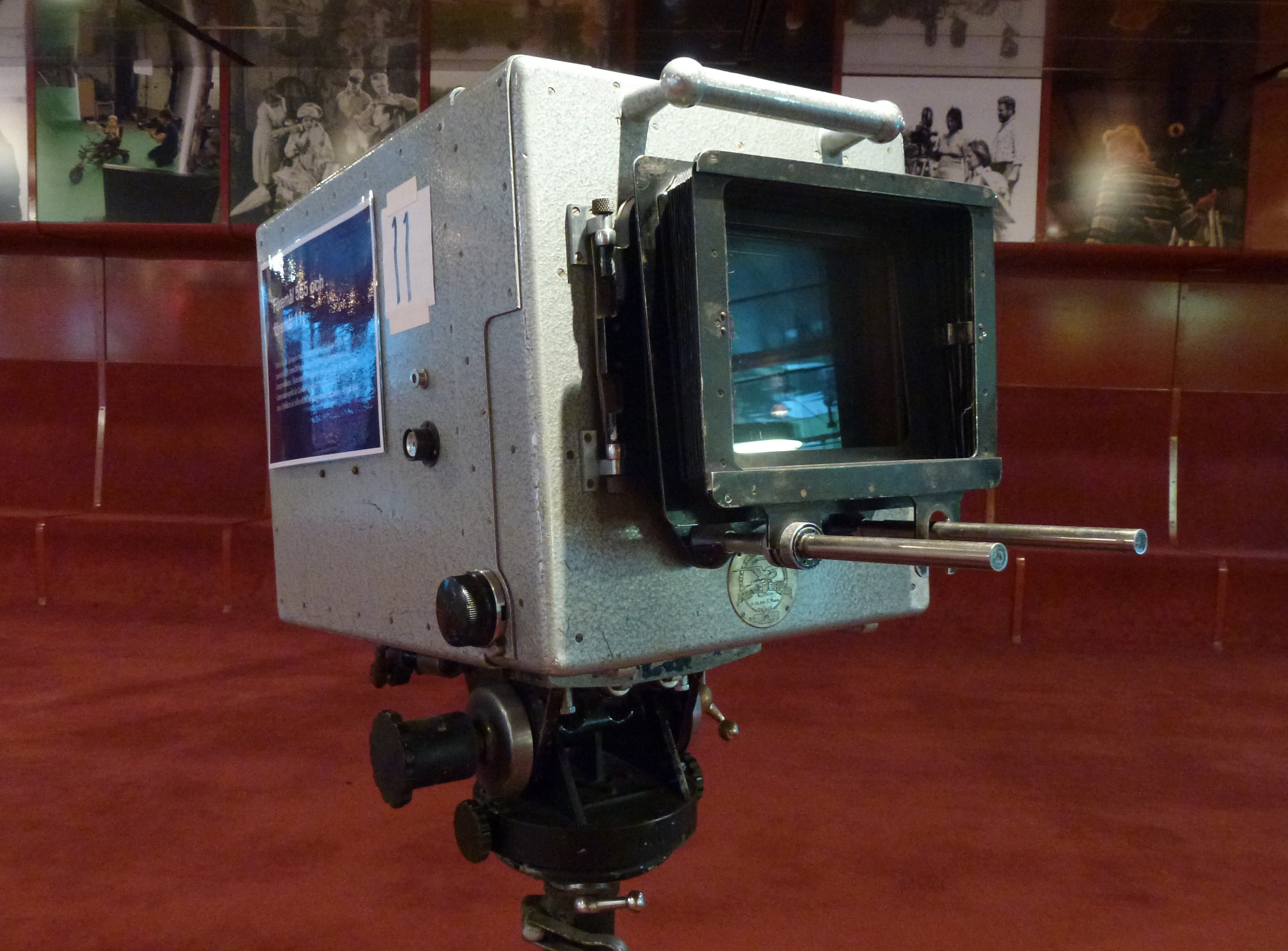
Caméra Debrie Super Parvo (1932), Stockholm, Filmhuset (sv).

### Les tireuses
La machine à tirer les positifs, Matipo, était de construction solide. Elle arriva sur le marché en 1913 après le premier appareil Nova de 1905 dans une dizaine de modèles et pour les formats 35 mm, 32 (deux fois 16), 16 mm. Quelques-unes sont encore en service dans des laboratoires. Il s’agit de la tireuse la plus économique car elle ne demande que deux pieds et demi (76,2 cm) de pellicule amorce pour être chargée. Normalement, elle fonctionne à la vitesse de 12 images par seconde.

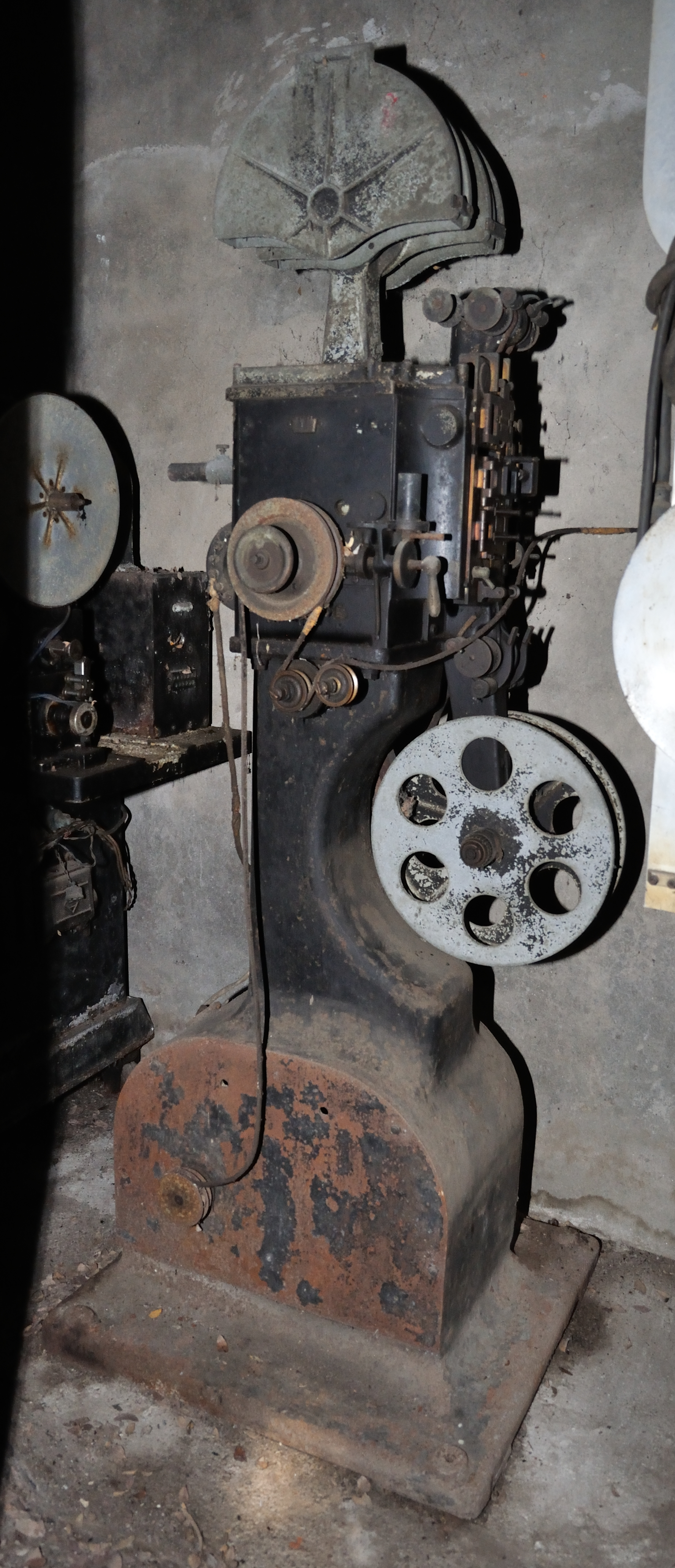
Vestige d'une tireuse Debrie Matipo, Calcutta, collection particulière.